# Хосокава Йоріюкі
Хосокава Йоріюкі (細川頼之, ほそかわよりゆき; 1329 — 1392) — японський політичний діяч і полководець періоду Намбокутьо. Канрей сьоґунату Муроматі. Допомагав сьоґуну Асіказі Йосіміцу у справі стабілізації сьоґунату та посилення влади центру над регіонами. Був звільнений з посади канрея на вимогу опозиції і призначений сюґо регіону Сікоку. Разом із Йосіміцу спричинив смуту Мейтоку 1391 року, в ході якої було послаблено позиції регіональних володарів роду Ямана з Тюґоку. 